# オオキンレイカ
オオキンレイカ（大金鈴花、学名：Patrinia triloba var. takeuchiana）は、オミナエシ科の多年草。舞鶴市の天然記念物に指定されている。

## 特徴
京都府舞鶴市と福井県大飯郡高浜町境にそびえる青葉山（693m）にのみ自生する。 
茎の高さは50-100cmほど。葉の形は広卵形で、掌状に中裂し、幅は7-16cm。花期は8-9月、1cm弱の小さな黄色いオミナエシに似た花を咲かせる。

## Status
- 絶滅危惧IB類 (EN)（環境省レッドリスト）

2007年8月レッドリスト。以前の環境省レッドデータブックでは絶滅危惧II類(VU)
- 京都府の「絶滅寸前種」